# Václav Pleskot (politik)
Václav Pleskot (1. ledna 1921 Milostín – 29. září 2012) byl český a československý sportovní funkcionář, v 50. letech předseda Československého olympijského výboru, politik KSČ, v době pražského jara a počátku normalizace státní tajemník v ministerstvu zahraničních věcí ČSSR.

## Biografie
V období let 1945-1951 pracoval v Národní bance Československé. V roce 1952 absolvoval Vysokou školu politickou při ÚV KSČ. V letech 1952-1954 působil na postu náměstka předsedy Státního výboru pro tělovýchovu a sport a pak v letech 1955-1956 tomuto výboru předsedal. V únoru 1955 se navíc stal předsedou Československého olympijského výboru. Podílel se na přípravě československé účasti na ZOH i LOH v roce 1956. V letech 1958-1968 zastával funkci vedoucího odboru na ministerstvu zahraničních věcí, velvyslance ČSSR ve Francii, náměstka ministra a generálního tajemníka ministerstva zahraničních věcí. XIII. sjezd KSČ ho zvolil členem Ústřední kontrolní a revizní komise KSČ. Na tuto funkci rezignoval v září 1970.
V lednu 1969 získal vládní post v československé druhé vládě Oldřicha Černíka jako státní tajemník v ministerstvu zahraničních věcí ČSSR. Portfolio si udržel do září 1969. Po odchodu z vlády byl generálním ředitelem Čedoku.

Václav Pleskot měl 5 dětí. Právnička Aňa byla manželkou Ladislava Štaidla. Její sestra Míša je matkou klávesisty Michala Dvořáka ze skupiny Lucie (hudební skupina)Lucie. 